# Николаевка (Брянский район)
Николаевка — деревня в Брянском районе Брянской области, в составе Журиничского сельского поселения. Расположена в 8 км к северо-востоку от села Журиничи, в 2 км от границы с Калужской областью.

## История
Возникла в конце XIX века в составе Подбужской (с середины 1920-х гг. — Судимирской) волости Жиздринского уезда; с 1929 — в Брянском районе. До 1959 года — центр Николаевского сельсовета.
| Годы      | 1913 | 1926 | 1979 | 1989 | 2002 | 2010 |
| --------- | ---- | ---- | ---- | ---- | ---- | ---- |
| Население | 364  | 523  | 201  | 76   | 41   | 25   |